# Saison 2006-2007 de la LNH
Saison précédente Saison suivante
La saison 2006-2007 est la 89e saison régulière de la Ligue nationale de hockey (LNH). Le Match des étoiles de la LNH est de retour après une absence de deux ans et se déroule le 24 janvier 2007 dans l'American Airlines Center à Dallas. Les Ducks d'Anaheim gagnent la Coupe Stanley en battant en cinq parties les Sénateurs d'Ottawa.

## Pré-saison
Le 26 janvier 2006, les Mighty Ducks d'Anaheim annoncent que le nom de l'équipe sera changé et qu'ils se nommeront dorénavant Ducks d'Anaheim à partir de la saison 2006-2007.
Le 19 juin 2006, NBC annonce qu'elle diffusera quatre parties de plus au cours de la saison régulière 2006-2007 et trois parties de plus qu'annoncé lors des séries de la Coupe Stanley 2007 ; ceci fait suite à des cotes d'audience pour les séries de la Coupe Stanley 2006 plus fortes que prévu avec une cote de 3,5 lors du septième match de la finale de la Coupe Stanley.
Le 27 juin 2006, la LNH annonce que le plafond salarial passe de 39 à 44 millions de dollars pour chacune des trente équipes.
Tous les arbitres sont dorénavant tenus de porter un casque protecteur, engagement inclus dans la nouvelle convention collective signée entre la LNH et l'Association des officiels de la LNH.
Les Sabres de Buffalo modifient leur logo et leurs uniformes pour la saison. Ce nouveau logo est controversé et est parfois surnommé Buffaslug, escargot de Buffalo en français.
Le lancement de la version américaine de la télévision officielle de la Ligue, NHL Network, en collaboration avec Comcast, est prévu au cours de la saison.

## Saison régulière
Le calendrier de la saison régulière, qui compte 1 230 matchs, est dévoilé le 12 juillet 2006. La saison commence le 4 octobre 2006 et se termine le 8 avril 2007 pour laisser place aux séries éliminatoires.

### Étapes importantes
- Lors du match d'ouverture de la saison, Dmitri Kalinin, des Sabres de Buffalo marque le premier but de la saison régulière aux dépens de Cam Ward des Hurricanes de la Caroline.
- Le 4 novembre, les Sharks de San José mettent fin à la série de buts d'Ievgueni Malkine. En effet, au cours de ses six premiers matchs dans la LNH, il avait inscrit au moins un but. C'est la première fois depuis la première saison de la LNH qu'un joueur réussit cette performance. En 1917, Joe Malone, Newsy Lalonde et Cy Denneny ont réussi cet exploit, Malone poursuivant sa série en inscrivant un but à chacun de ses quatorze premiers matchs.
- Le 9 novembre, les Ducks d'Anaheim établissent un nouveau record de la LNH en demeurant invaincus en temps réglementaire pour leurs 16 premiers matchs de la saison, battant le précédent record établi par l'édition de 1984 des Oilers d'Edmonton.
- Le 3 avril, les Hurricanes de la Caroline ont perdu face au Lightning de Tampa Bay, éliminant ainsi des séries les champions défendant de la coupe Stanley, les Hurricanes.

### Numéros retirés ou honorés
- Le 4 octobre, les Maple Leafs de Toronto honorent le numéro 4 de Hap Day et Red Kelly ainsi que le numéro 21 de Borje Salming ;
- Le 5 octobre, les Penguins de Pittsburgh retirent le numéro 66 de Mario Lemieux ;
- Le 18 novembre, les Canadiens de Montréal retirent le numéro 18 de Serge Savard ;
- Le 5 décembre, les Blues retirent le numéro 16 de Brett Hull ;
- Le 2 janvier, les Red Wings de Détroit retirent le numéro 19 de Steve Yzerman ;
- Le 20 janvier, les Kings de Los Angeles retirent le numéro 20 de Luc Robitaille ;
- Le 29 janvier, les Canadiens de Montréal retirent le numéro 29 de Ken Dryden ;
- Le 7 février, les Flames de Calgary retirent le numéro 30 de Mike Vernon ;
- Le 5 avril, les Coyotes de Phoenix retirent le numéro 10 de Dale Hawerchuk.

### Paliers franchis
- Le 5 octobre, Brendan Shanahan devient le 15e joueur de l'histoire de la LNH à atteindre le plateau des 600 buts dans la LNH.
- Le 25 octobre, Joe Sakic obtient une passe et devient le 11e joueur de l'histoire de la LNH à atteindre le plateau des 1 500 points.
- Le 13 novembre, Teppo Numminen dispute son 1 252e match en saison régulière, surpassant le record de Jari Kurri pour le plus grand nombre de matchs disputés par un joueur européen.
- Le 19 novembre, Jaromír Jágr marque son 600e but lors d'une victoire de 4-1 contre le Lightning de Tampa Bay.
- Le 21 novembre, Jaromír Jágr marque son 602e but lors d'une victoire de 4-0 contre les Hurricanes de la Caroline dépassant ainsi Jari Kurri pour devenir le meilleur buteur européen de l'histoire de la LNH.
- Le 7 janvier, les Oilers d'Edmonton enregistrent la 1 000e victoire de l'histoire de la franchise en battant les Kings de Los Angeles 2-1 au Staples Center à Los Angeles, en Californie.
- Le 26 janvier, Mark Recchi devient le 37e joueur de l'histoire de la LNH à marquer son 500e but.
- Le 15 février, Joe Sakic inscrit son 600e but[5]
- Le 2 mars, Sidney Crosby marque un but lors d'une défaite 3 à 2 contre les Hurricanes de la Caroline. Il s’agit de son 200e point depuis ses débuts et il devient le joueur le plus jeune de l'histoire de la LNH à inscrire 200 points et seulement le second joueur de moins de 20 ans à réaliser cette performance après Wayne Gretzky en 1980-1981[6].

### Classements finaux
- * Les franchises championnes de division sont classées aux trois premières places de chaque association ; les équipes classées aux huit premières places de chaque association sont qualifiées pour les séries éliminatoires et sont indiquées dans des lignes de couleur.

| Clt   | Équipe                    | Division   | PJ | V  | D  | DP | BP  | BC  | Pts |
| ----- | ------------------------- | ---------- | -- | -- | -- | -- | --- | --- | --- |
| +001, | Sabres de Buffalo         | Nord-Est   | 82 | 53 | 22 | 7  | 308 | 242 | 113 |
| +002, | Devils du New Jersey      | Atlantique | 82 | 49 | 24 | 9  | 216 | 201 | 107 |
| +003, | Thrashers d'Atlanta       | Sud-Est    | 82 | 43 | 28 | 11 | 246 | 245 | 97  |
| +004, | Sénateurs d'Ottawa        | Nord-Est   | 82 | 48 | 25 | 9  | 288 | 222 | 105 |
| +005, | Penguins de Pittsburgh    | Atlantique | 82 | 47 | 24 | 11 | 277 | 246 | 105 |
| +006, | Rangers de New York       | Atlantique | 82 | 42 | 30 | 10 | 242 | 216 | 94  |
| +007, | Lightning de Tampa Bay    | Sud-Est    | 82 | 44 | 33 | 5  | 253 | 261 | 93  |
| +008, | Islanders de New York     | Atlantique | 82 | 40 | 30 | 12 | 248 | 240 | 92  |
| +009, | Maple Leafs de Toronto    | Nord-Est   | 82 | 40 | 31 | 11 | 258 | 269 | 91  |
| +010, | Canadiens de Montréal     | Nord-Est   | 82 | 42 | 34 | 6  | 245 | 256 | 90  |
| +011, | Hurricanes de la Caroline | Sud-Est    | 82 | 40 | 34 | 8  | 241 | 253 | 88  |
| +012, | Panthers de la Floride    | Sud-Est    | 82 | 35 | 31 | 16 | 247 | 257 | 86  |
| +013, | Bruins de Boston          | Nord-Est   | 82 | 35 | 41 | 6  | 219 | 289 | 76  |
| +014, | Capitals de Washington    | Sud-Est    | 82 | 28 | 40 | 14 | 235 | 286 | 70  |
| +015, | Flyers de Philadelphie    | Atlantique | 82 | 22 | 48 | 12 | 214 | 303 | 56  |

| Clt   | Équipe                   | Division   | PJ | V  | D  | DP | BP  | BC  | Pts |
| ----- | ------------------------ | ---------- | -- | -- | -- | -- | --- | --- | --- |
| +001, | Red Wings de Détroit     | Centrale   | 82 | 50 | 19 | 13 | 274 | 199 | 113 |
| +002, | Ducks d'Anaheim          | Pacifique  | 82 | 48 | 20 | 14 | 258 | 208 | 110 |
| +003, | Canucks de Vancouver     | Nord-Ouest | 82 | 49 | 26 | 7  | 221 | 201 | 105 |
| +004, | Predators de Nashville   | Centrale   | 82 | 51 | 23 | 8  | 272 | 212 | 110 |
| +005, | Sharks de San José       | Pacifique  | 82 | 51 | 26 | 5  | 258 | 199 | 107 |
| +006, | Stars de Dallas          | Pacifique  | 82 | 50 | 25 | 7  | 226 | 197 | 107 |
| +007, | Wild du Minnesota        | Nord-Ouest | 82 | 48 | 26 | 8  | 235 | 191 | 104 |
| +008, | Flames de Calgary        | Nord-Ouest | 82 | 43 | 29 | 10 | 258 | 226 | 96  |
| +009, | Avalanche du Colorado    | Nord-Ouest | 82 | 44 | 31 | 7  | 272 | 251 | 95  |
| +010, | Blues de Saint-Louis     | Centrale   | 82 | 34 | 35 | 13 | 214 | 254 | 81  |
| +011, | Blue Jackets de Columbus | Centrale   | 82 | 33 | 42 | 7  | 201 | 249 | 73  |
| +012, | Oilers d'Edmonton        | Nord-Ouest | 82 | 32 | 43 | 7  | 195 | 248 | 71  |
| +013, | Blackhawks de Chicago    | Centrale   | 82 | 31 | 42 | 9  | 200 | 258 | 71  |
| +014, | Kings de Los Angeles     | Pacifique  | 82 | 27 | 41 | 14 | 227 | 283 | 68  |
| +015, | Coyotes de Phoenix       | Pacifique  | 82 | 31 | 46 | 5  | 216 | 284 | 67  |

- Champion de la saison régulière
- Champion de division
- Qualifié pour les séries éliminatoires

### Meilleurs pointeurs
| Joueur             | Équipe              | PJ | B  | A  | Pts | +/- | Pun |
| ------------------ | ------------------- | -- | -- | -- | --- | --- | --- |
| Sidney Crosby      | Pittsburgh          | 79 | 36 | 84 | 120 | +10 | 60  |
| Joe Thornton       | San José            | 82 | 22 | 92 | 114 | +24 | 44  |
| Vincent Lecavalier | Tampa Bay           | 82 | 52 | 56 | 108 | +2  | 44  |
| Dany Heatley       | Ottawa              | 82 | 50 | 55 | 105 | +31 | 74  |
| Martin Saint-Louis | Tampa Bay           | 80 | 43 | 59 | 102 | +7  | 28  |
| Marián Hossa       | Atlanta             | 82 | 43 | 57 | 100 | +18 | 49  |
| Joe Sakic          | Colorado            | 82 | 36 | 64 | 100 | +2  | 46  |
| Jaromír Jágr       | Rangers de New York | 82 | 30 | 66 | 96  | +26 | 78  |
| Marc Savard        | Boston              | 82 | 22 | 74 | 96  | -19 | 96  |
| Daniel Brière      | Buffalo             | 80 | 32 | 63 | 95  | +18 | 89  |

### Meilleurs gardiens de but
| Joueur                 | Équipe     | PJ | Min   | V  | D  | Pr. | BC  | Bl | %Arr | Moy  |
| ---------------------- | ---------- | -- | ----- | -- | -- | --- | --- | -- | ---- | ---- |
| Ryan Miller            | Buffalo    | 63 | 3 692 | 40 | 16 | 6   | 168 | 2  | 91,1 | 2,73 |
| Niklas Bäckström       | Minnesota  | 41 | 2 226 | 23 | 8  | 6   | 73  | 5  | 92,9 | 1,97 |
| Dominik Hašek          | Détroit    | 56 | 3 340 | 38 | 11 | 6   | 114 | 8  | 91,3 | 2,05 |
| Martin Brodeur         | New Jersey | 78 | 4 696 | 48 | 23 | 7   | 171 | 12 | 92,2 | 2,18 |
| Marty Turco            | Dallas     | 67 | 3 763 | 38 | 20 | 5   | 140 | 6  | 91,0 | 2,23 |
| Jean-Sébastien Giguère | Anaheim    | 56 | 3 244 | 36 | 10 | 8   | 122 | 4  | 91,8 | 2,26 |

### Match des étoiles
Le 55e Match des étoiles de la Ligue nationale de hockey se déroule le 24 janvier 2007 à Dallas. Les douze joueurs commençant la rencontre sont choisis par le vote du public qui a lieu du 1er décembre 2006 au 2 janvier 2007 sur internet. Le reste de l'équipe est choisi par l'entraîneur désigné pour diriger chaque association.
| Poste      | Équipe de l’association de l’Est | Équipe de l’association de l’Est | Équipe de l’association de l’Ouest | Équipe de l’association de l’Ouest |
| Poste      | Nom                              | Équipe                           | Nom                                | Équipe                             |
| ---------- | -------------------------------- | -------------------------------- | ---------------------------------- | ---------------------------------- |
| Entraîneur | Lindy Ruff                       | Sabres de Buffalo                | Randy Carlyle                      | Ducks d'Anaheim                    |
| Assistant  | Bob Hartley                      | Thrashers d'Atlanta              | Barry Trotz                        | Predators de Nashville             |
| Gardien    | Ryan Miller                      | Sabres de Buffalo                | Roberto Luongo                     | Canucks de Vancouver               |
| Défenseur  | Brian Campbell                   | Sabres de Buffalo                | Scott Niedermayer                  | Ducks d'Anaheim                    |
| Défenseur  | Sheldon Souray                   | Canadiens de Montréal            | Nicklas Lidstrom                   | Red Wings de Détroit               |
| Attaquant  | Sidney Crosby                    | Penguins de Pittsburgh           | Joe Thornton                       | Sharks de San José                 |
| Attaquant  | Aleksandr Ovetchkine             | Capitals de Washington           | Joe Sakic                          | Avalanche du Colorado              |
| Attaquant  | Daniel Brière                    | Sabres de Buffalo                | Jonathan Cheechoo                  | Sharks de San José                 |

L'association de l'Ouest bat celle de l'Est sur le score de 12 buts à 9 et Daniel Brière est nommé meilleur joueur du match.
La veille de ce match ont lieu le match des jeunes étoiles et le concours d'habileté. Ce sont les jeunes joueurs de l'Est qui battent ceux de l'Ouest et Zach Parisé des Devils du New Jersey qui est désigné meilleur joueur du match. L'Est bat également l'Ouest au concours d'habileté sur le score de 15 à 11 et Roberto Luongo est sacré meilleur gardien de l'exercice.

## Séries éliminatoires de la Coupe Stanley

### Arbre de qualification
|  | Quarts-de-finale d’association | Quarts-de-finale d’association | Quarts-de-finale d’association |   |                        | Demi-finales d’association | Demi-finales d’association | Demi-finales d’association |  |   | Finale d’association | Finale d’association | Finale d’association |  |   | Finale de la Coupe Stanley | Finale de la Coupe Stanley | Finale de la Coupe Stanley |
|  |                                |                                |                                |   |                        |                            |                            |                            |  |   |                      |                      |                      |  |   |                            |                            |                            |
|  | 1                              | Sabres de Buffalo              | 4                              |   |                        |                            |                            |                            |  |   |                      |                      |                      |  |   |                            |                            |                            |
|  | 8                              | Islanders de New York          | 1                              |   |                        |                            |                            |                            |  |   |                      |                      |                      |  |   |                            |                            |                            |
|  | 8                              | Islanders de New York          | 1                              |   | 1                      | Sabres de Buffalo          | 4                          |                            |  |   |                      |                      |                      |  |   |                            |                            |                            |
|  |                                |                                |                                |   | 1                      | Sabres de Buffalo          | 4                          |                            |  |   |                      |                      |                      |  |   |                            |                            |                            |
|  |                                | 6                              | Rangers de New York            | 2 |                        |                            |                            |                            |  |   |                      |                      |                      |  |   |                            |                            |                            |
|  | 3                              | 6                              | Rangers de New York            | 2 | Thrashers d'Atlanta    | 0                          |                            |                            |  |   |                      |                      |                      |  |   |                            |                            |                            |
|  | 3                              |                                |                                |   | Thrashers d'Atlanta    | 0                          |                            |                            |  |   |                      |                      |                      |  |   |                            |                            |                            |
|  | 6                              | Rangers de New York            | 4                              |   |                        |                            |                            |                            |  |   |                      |                      |                      |  |   |                            |                            |                            |
|  | 6                              | Rangers de New York            | 4                              |   |                        |                            |                            |                            |  | 1 | Sabres de Buffalo    | 1                    |                      |  |   |                            |                            |                            |
|  | Association de l'Est           |                                |                                |   |                        |                            |                            |                            |  | 1 | Sabres de Buffalo    | 1                    |                      |  |   |                            |                            |                            |
|  |                                | 4                              | Sénateurs d'Ottawa             | 4 |                        |                            |                            |                            |  |   |                      |                      |                      |  |   |                            |                            |                            |
|  | 2                              | 4                              | Sénateurs d'Ottawa             | 4 | Devils du New Jersey   | 4                          |                            |                            |  |   |                      |                      |                      |  |   |                            |                            |                            |
|  | 2                              |                                |                                |   | Devils du New Jersey   | 4                          |                            |                            |  |   |                      |                      |                      |  |   |                            |                            |                            |
|  | 7                              | Lightning de Tampa Bay         | 2                              |   |                        |                            |                            |                            |  |   |                      |                      |                      |  |   |                            |                            |                            |
|  | 7                              | Lightning de Tampa Bay         | 2                              |   | 2                      | Devils du New Jersey       | 1                          |                            |  |   |                      |                      |                      |  |   |                            |                            |                            |
|  |                                |                                |                                |   | 2                      | Devils du New Jersey       | 1                          |                            |  |   |                      |                      |                      |  |   |                            |                            |                            |
|  |                                | 4                              | Sénateurs d'Ottawa             | 4 |                        |                            |                            |                            |  |   |                      |                      |                      |  |   |                            |                            |                            |
|  | 4                              | 4                              | Sénateurs d'Ottawa             | 4 | Sénateurs d'Ottawa     | 4                          |                            |                            |  |   |                      |                      |                      |  |   |                            |                            |                            |
|  | 4                              |                                |                                |   | Sénateurs d'Ottawa     | 4                          |                            |                            |  |   |                      |                      |                      |  |   |                            |                            |                            |
|  | 5                              | Penguins de Pittsburgh         | 1                              |   |                        |                            |                            |                            |  |   |                      |                      |                      |  |   |                            |                            |                            |
|  | 5                              | Penguins de Pittsburgh         | 1                              |   |                        |                            |                            |                            |  |   |                      |                      |                      |  | 4 | Sénateurs d'Ottawa         | 1                          |                            |
|  |                                |                                |                                |   |                        |                            |                            |                            |  |   |                      |                      |                      |  | 4 | Sénateurs d'Ottawa         | 1                          |                            |
|  |                                | 2                              | Ducks d'Anaheim                | 4 |                        |                            |                            |                            |  |   |                      |                      |                      |  |   |                            |                            |                            |
|  | 1                              | 2                              | Ducks d'Anaheim                | 4 | Red Wings de Détroit   | 4                          |                            |                            |  |   |                      |                      |                      |  |   |                            |                            |                            |
|  | 1                              |                                |                                |   | Red Wings de Détroit   | 4                          |                            |                            |  |   |                      |                      |                      |  |   |                            |                            |                            |
|  | 8                              | Flames de Calgary              | 2                              |   |                        |                            |                            |                            |  |   |                      |                      |                      |  |   |                            |                            |                            |
|  | 8                              | Flames de Calgary              | 2                              |   | 1                      | Red Wings de Détroit       | 4                          |                            |  |   |                      |                      |                      |  |   |                            |                            |                            |
|  |                                |                                |                                |   | 1                      | Red Wings de Détroit       | 4                          |                            |  |   |                      |                      |                      |  |   |                            |                            |                            |
|  |                                | 5                              | Sharks de San José             | 2 |                        |                            |                            |                            |  |   |                      |                      |                      |  |   |                            |                            |                            |
|  | 4                              | 5                              | Sharks de San José             | 2 | Predators de Nashville | 1                          |                            |                            |  |   |                      |                      |                      |  |   |                            |                            |                            |
|  | 4                              |                                |                                |   | Predators de Nashville | 1                          |                            |                            |  |   |                      |                      |                      |  |   |                            |                            |                            |
|  | 5                              | Sharks de San José             | 4                              |   |                        |                            |                            |                            |  |   |                      |                      |                      |  |   |                            |                            |                            |
|  | 5                              | Sharks de San José             | 4                              |   |                        |                            |                            |                            |  | 1 | Red Wings de Détroit | 2                    |                      |  |   |                            |                            |                            |
|  | Association de l'Ouest         |                                |                                |   |                        |                            |                            |                            |  | 1 | Red Wings de Détroit | 2                    |                      |  |   |                            |                            |                            |
|  |                                | 2                              | Ducks d'Anaheim                | 4 |                        |                            |                            |                            |  |   |                      |                      |                      |  |   |                            |                            |                            |
|  | 2                              | 2                              | Ducks d'Anaheim                | 4 | Ducks d'Anaheim        | 4                          |                            |                            |  |   |                      |                      |                      |  |   |                            |                            |                            |
|  | 2                              |                                |                                |   | Ducks d'Anaheim        | 4                          |                            |                            |  |   |                      |                      |                      |  |   |                            |                            |                            |
|  | 7                              | Wild du Minnesota              | 1                              |   |                        |                            |                            |                            |  |   |                      |                      |                      |  |   |                            |                            |                            |
|  | 7                              | Wild du Minnesota              | 1                              |   | 2                      | Ducks d'Anaheim            | 4                          |                            |  |   |                      |                      |                      |  |   |                            |                            |                            |
|  |                                |                                |                                |   | 2                      | Ducks d'Anaheim            | 4                          |                            |  |   |                      |                      |                      |  |   |                            |                            |                            |
|  |                                | 3                              | Canucks de Vancouver           | 1 |                        |                            |                            |                            |  |   |                      |                      |                      |  |   |                            |                            |                            |
|  | 3                              | 3                              | Canucks de Vancouver           | 1 | Canucks de Vancouver   | 4                          |                            |                            |  |   |                      |                      |                      |  |   |                            |                            |                            |
|  | 3                              |                                |                                |   | Canucks de Vancouver   | 4                          |                            |                            |  |   |                      |                      |                      |  |   |                            |                            |                            |
|  | 6                              | Stars de Dallas                | 3                              |   |                        |                            |                            |                            |  |   |                      |                      |                      |  |   |                            |                            |                            |

### Finale de la Coupe Stanley
La finale de la Coupe Stanley 2007 oppose les Sénateurs d'Ottawa, quatrièmes de l’association de l’Est, aux Ducks d'Anaheim, deuxièmes de l'association de l'Ouest. Les Ducks remportent la finale et la Coupe sur le score de 4 matchs à 1. Le défenseur Scott Niedermayer des Ducks est élu meilleur joueur des séries en remportant le trophée Conn-Smythe.
- 28 mai : Anaheim 3-2 Ottawa
- 30 mai : Anaheim 1-0 Ottawa
- 2 juin : Ottawa 5-3 Anaheim
- 4 juin : Ottawa 2-3 Anaheim
- 6 juin : Anaheim 6-2 Ottawa

## Récompenses

### Trophées
| Trophée                      | Vainqueur                                                   | Équipe                                                      |
| ---------------------------- | ----------------------------------------------------------- | ----------------------------------------------------------- |
| Trophée Calder               | Ievgueni Malkine                                            | Penguins de Pittsburgh                                      |
| Trophée Lester-B.-Pearson    | Sidney Crosby                                               | Penguins de Pittsburgh                                      |
| Trophée Art-Ross             | Sidney Crosby                                               | Penguins de Pittsburgh                                      |
| Trophée Hart                 | Sidney Crosby                                               | Penguins de Pittsburgh                                      |
| Trophée Conn-Smythe          | Scott Niedermayer                                           | Ducks d'Anaheim                                             |
| Trophée Bill-Masterton       | Phil Kessel                                                 | Bruins de Boston                                            |
| Trophée Frank-J.-Selke       | Rod Brind'Amour                                             | Hurricanes de la Caroline                                   |
| Trophée Jack-Adams           | Alain Vigneault                                             | Canucks de Vancouver                                        |
| Trophée James-Norris         | Nicklas Lidström                                            | Red Wings de Détroit                                        |
| Trophée King-Clancy          | Saku Koivu                                                  | Canadiens de Montréal                                       |
| Trophée Lady Byng            | Pavel Datsiouk                                              | Red Wings de Détroit                                        |
| Trophée Lester-Patrick       | Brian Leetch, Cammi Granato, Stan Fischler et John Halligan | Brian Leetch, Cammi Granato, Stan Fischler et John Halligan |
| Trophée Maurice-Richard      | Vincent Lecavalier                                          | Lightning de Tampa Bay                                      |
| Trophée Vézina               | Martin Brodeur                                              | Devils du New Jersey                                        |
| Trophée William-M.-Jennings  | Nicklas Bäckström Emmanuel Fernandez                        | Wild du Minnesota                                           |
| Trophée Roger-Crozier        | Nicklas Bäckström                                           | Wild du Minnesota                                           |
| Trophée plus-moins de la LNH | Thomas Vanek                                                | Sabres de Buffalo                                           |

| Trophée                      | Équipe             |
| ---------------------------- | ------------------ |
| Trophée Clarence-S.-Campbell | Ducks d'Anaheim    |
| Trophée Prince de Galles     | Sénateurs d'Ottawa |
| Trophée des présidents       | Sabres de Buffalo  |
| Coupe Stanley                | Ducks d'Anaheim    |

### Équipes d'étoiles

#### Première et deuxième équipe
| Position       | Première équipe      | Première équipe        | Deuxième équipe    | Deuxième équipe        |
| Position       | Joueur               | Équipe                 | Joueur             | Équipe                 |
| -------------- | -------------------- | ---------------------- | ------------------ | ---------------------- |
| Gardien de but | Martin Brodeur       | Devils du New Jersey   | Roberto Luongo     | Canucks de Vancouver   |
| Défenseur      | Nicklas Lidström     | Red Wings de Détroit   | Dan Boyle          | Lightning de Tampa Bay |
| Défenseur      | Scott Niedermayer    | Ducks d'Anaheim        | Chris Pronger      | Ducks d'Anaheim        |
| Ailier gauche  | Aleksandr Ovetchkine | Capitals de Washington | Thomas Vanek       | Sabres de Buffalo      |
| Centre         | Sidney Crosby        | Penguins de Pittsburgh | Vincent Lecavalier | Lightning de Tampa Bay |
| Ailier droit   | Dany Heatley         | Sénateurs d'Ottawa     | Martin Saint-Louis | Lightning de Tampa Bay |

#### Équipe des recrues
| Position       | Joueur              | Équipe                 |
| -------------- | ------------------- | ---------------------- |
| Gardien de but | Mike Smith          | Stars de Dallas        |
| Défenseur      | Matt Carle          | Sharks de San José     |
| Défenseur      | Marc-Edouard Vlasic | Sharks de San José     |
| Attaquant      | Ievgueni Malkine    | Penguins de Pittsburgh |
| Attaquant      | Jordan Staal        | Penguins de Pittsburgh |
| Attaquant      | Paul Stastny        | Avalanche du Colorado  |